# 南国热带花园
南国热带花园位于湛江市的中心区，占地面积64公顷，于2006年开工建设，2008年建成。花园广泛栽培各种热带观花植物、乡土植物，植物品种达636种，其中观花植物达328种。公园同时拥有大片的池塘，为市民提供了一个亲水的好去处。